# Copa del Rey 1990/91
Die Copa del Rey 1990/91 war die 87. Austragung des spanischen Fußballpokals.
Der Wettbewerb startete am 5. September 1990 und endete mit dem Finale am 29. Juni 1991 im Estadio Santiago Bernabéu (Madrid). Titelverteidiger des Pokalwettbewerbs war der FC Barcelona. Den Titel gewann Atlético Madrid durch einen 1:0-Erfolg nach Verlängerung im Finale gegen RCD Mallorca. Damit qualifizierte sich Atlético für den Europapokal der Pokalsieger 1991/92.

## Erste Hauptrunde
Die Hinspiele wurden am 5., 6. und 12. September, die Rückspiele am 26. September 1990 ausgetragen.
|                         | Gesamt          |                           | Hinspiel | Rückspiel |
| ----------------------- | --------------- | ------------------------- | -------- | --------- |
| Gimnástico Alcázar      | 4:6             | Montilla CF               | 3:3      | 1:3       |
| CD Corralejo            | 1:1 (?:? i. E.) | UD Vecindario             | 0:0      | 1:1       |
| UD Ibarra               | 1:6             | CD Marino                 | 0:5      | 1:1       |
| AD San Juan             | 1:2             | CD Izarra                 | 0:1      | 1:1       |
| CD Berceo               | 2:2 (?:? i. E.) | CD Mirandés               | 1:2      | 1:0       |
| CD Alfaro               | 3:2             | CD Tudelano               | 2:0      | 1:2       |
| CD Calahorra            | 2:2 (?:? i. E.) | CD San Adrián             | 1:0      | 1:2       |
| CD Don Benito           | 2:3             | CP Mérida                 | 1:2      | 1:1       |
| CD Carabanchel          | 2:1             | CD Colonia Moscardó       | 0:1      | 2:0       |
| AD Mar Menor-San Javier | 2:5             | FC Cartagena              | 2:3      | 0:2       |
| FC Zamora               | 2:3             | SD Ponferradina           | 2:0      | 0:3       |
| CD Cayón                | 2:3             | Gimnástica de Torrelavega | 1:1      | 1:2       |
| UM Escobedo             | 4:2             | Santoña CF                | 1:2      | 3:0       |
| CD Laredo               | 3:1             | SRD Vimenor               | 1:1      | 2:0       |
| Real Unión              | 1:3             | Deportivo Alavés          | 0:0      | 1:3       |
| CD Elgóibar             | 2:2 (?:? i. E.) | Cultural Durango          | 2:1      | 0:1       |
| CD Larramendi           | 4:7             | SD Lemona                 | 2:2      | 2:5       |
| CD Aurrerá de Vitoria   | 2:4             | CD Baskonia               | 1:1      | 1:3       |
| CD Sariñena             | 2:7             | CD Binéfar                | 1:4      | 1:3       |
| Villalonga FC           | 3:4             | FC Pontevedra             | 3:1      | 0:3       |
| CD Bergantiños          | 2:1             | CD Ourense                | 0:0      | 2:1       |
| Gran Peña Celtista      | 2:4             | CD Endesa As Pontes       | 2:2      | 0:2       |
| Racing de Ferrol        | 4:2             | CD Lugo                   | 2:0      | 2:2       |
| Viveiro CF              | 2:7             | SD Compostela             | 1:2      | 1:5       |
| CD Carballiño           | 2:1             | Juventud Cambados         | 1:0      | 1:1       |
| Arousa SC               | 3:5             | CD Lalín                  | 2:3      | 1:2       |
| Club Siero              | 3:1             | Club Asturias             | 0:0      | 3:1       |
| UD Fraga                | 10:00           | CD Teruel                 | 7:0      | 3:0       |
| CE Europa               | 1:2             | FC Andorra                | 1:0      | 0:2       |
| FC Martinenc            | 3:3 (?:? i. E.) | FC Girona                 | 0:0      | 3:3       |
| CF Reus Deportiu        | 1:6             | UE Sant Andreu            | 0:2      | 1:4       |
| Gimnàstic de Tarragona  | 1:7             | CFJ Mollerussa            | 1:3      | 0:4       |
| CD Onda                 | 1:4             | CD Benidorm               | 1:1      | 0:3       |
| CD Alcoyano             | 1:5             | CF Gandía                 | 1:2      | 0:3       |
| CF Fuenlabrada          | 3:2             | CD Móstoles               | 2:2      | 1:0       |
| CD Plasencia            | 2:4             | CD Badajoz                | 2:1      | 0:3       |
| Club Hispano            | 2:1             | UP Langreo                | 1:1      | 1:0       |
| CD Praviano             | 1:3             | CD Colonia Moscardó       | 1:1      | 0:2       |
| Castro FC               | 0:5             | Racing Santander          | 0:4      | 0:1       |
| Tolosa CF               | 0:3             | FC Barakaldo              | 0:0      | 0:3       |
| Águilas CF              | 10:20           | Olímpico Totana           | 5:2      | 5:0       |
| Abarán CF               | 2:3             | AD Roldán                 | 0:1      | 2:2       |
| Gimnástica Medinense    | 2:3             | CD Numancia               | 2:1      | 0:2       |
| Briviesca CF            | 0:2             | Real Ávila                | 0:2      | 0:0       |
| CA Bembibre             | 0:1             | Cultural Leonesa          | 0:0      | 0:1       |
| CD Martos               | 04:10           | UD Melilla                | 2:6      | 2:4       |
| Polideportivo Ejido     | 1               | CD Linares                |          |           |
| Real Jaén               | 2:4             | CD Los Boliches           | 2:0      | 0:4       |
| CA Marbella             | 0:0 (?:? i. E.) | FC Granada                | 0:0      | 0:0       |
| CD Ronda                | 0:2             | CD Estepona               | 0:0      | 0:2       |
| CD Fuengirola           | 5:2             | CD Macael                 | 1:0      | 4:2       |
| CD San Fernando         | 2:6             | AD Ceuta                  | 1:4      | 1:2       |
| FC Algeciras            | 3:8             | FC Córdoba                | 1:2      | 2:6       |
| RC Portuense            | 2:4             | Atlético Sanluqueño       | 0:0      | 2:4       |
| CD Pozoblanco           | 1:5             | Recreativo Huelva         | 1:1      | 0:4       |
| CD San Roque            | 2:2 (?:? i. E.) | Lebrija CF                | 1:0      | 1:2       |
| CD Talavera             | 1:4             | CD Valdepeñas             | 1:0      | 0:4       |
| CD Portillo             | 0:3             | CA Tomelloso              | 0:0      | 0:3       |
| SD Portmany             | 4:5             | CD Manacor                | 2:0      | 2:5       |
| CD Atlético Baleares    | 3:1             | CD Calvià                 | 2:1      | 1:0       |
| CD Maspalomas           | 4:3             | UD Telde                  | 3:2      | 1:1       |
| CD Puerto Cruz          | 2               | CUD Salud                 |          |           |
| CD San Serván           | 1:6             | FC Extremadura            | 1:1      | 0:5       |
| UD Barbastro            | 2:9             | CE Andorra                | 0:6      | 2:3       |
| AD Sabiñánigo           | 1:5             | SD Huesca                 | 1:1      | 0:4       |
| CF Lloret               | 2:3             | AEC Manlleu               | 1:1      | 1:2       |
| FC Ontinyent            | 1:5             | UD Alzira                 | 1:1      | 0:4       |
| UD Carcaixent           | 1:1 (?:? i. E.) | CD Olímpic de Xàtiva      | 1:1      | 0:0       |
| FC Villarreal           | 4:2             | CD Eldense                | 3:1      | 1:1       |
| UD Oliva                | 0:3             | Torrent CF                | 0:3      | 0:0       |
| Torrevieja CF           | 3:2             | Hércules Alicante         | 2:2      | 1:0       |
| UD San Sebastián        | 01:12           | FC Getafe                 | 0:3      | 1:9       |
| CA Valdemoro            | 4:5             | CD Pegaso                 | 3:3      | 1:2       |
| CD Cubas                | 3:7             | CD Leganés                | 2:2      | 1:5       |
| CP Cacereño             | 3:1             | CF Villanovense           | 2:0      | 1:1       |
| SD Gimnástica Arandina  | 4:4 (?:? i. E.) | FC Palencia               | 0:1      | 4:3       |
| CD Utrera               | 2:7             | Real Linense              | 0:3      | 2:4       |
| CD Guadalajara          | 2:2 (?:? i. E.) | CD Toledo                 | 1:0      | 1:2       |
| CD Badía                | 1:7             | Sporting Mahonés          | 1:2      | 0:5       |
| CD Alayor               | 1:2             | SD Ibiza                  | 1:0      | 0:2       |
| CD Gara                 | 2:3             | UD Orotava                | 2:3      | 0:0       |
| Alcañiz CF              | 1:2             | CD Caspe                  | 1:0      | 0:2       |

- CD Cala d’Or, Caudal Deportivo, CD Santurtzi, CD Mallén, CD Blanes, RSD Alcalá, Yeclano CF und CD Burriana erhielten ein Freilos.

## Zweite Hauptrunde
Die Hinspiele wurden am 16., 17., und 18. Oktober, die Rückspiele am 31. Oktober und 1. November 1990 ausgetragen.
|                        | Gesamt          |                           | Hinspiel | Rückspiel |
| ---------------------- | --------------- | ------------------------- | -------- | --------- |
| CD Laredo              | 1:4             | Racing Santander          | 1:3      | 0:1       |
| UD Carcaixent          | 1:6             | CF Gandía                 | 0:4      | 1:2       |
| CD Atlético Baleares   | 3:1             | CD Cala d’Or              | 2:0      | 1:1       |
| Racing de Ferrol       | 1:3             | SD Compostela             | 1:1      | 0:2       |
| CD Carballiño          | 4:3             | CD Endesa As Pontes       | 0:0      | 4:3       |
| CD Lalín               | 2:2 (?:? i. E.) | CD Bergantiños            | 1:1      | 1:1       |
| CD Colonia Moscardó    | 4:4 (?:? i. E.) | Club Siero                | 2:1      | 2:3       |
| Caudal Deportivo       | 2:4             | Club Hispano              | 2:1      | 0:3       |
| UM Escobedo            | 2:3             | Gimnástica de Torrelavega | 2:1      | 0:2       |
| Deportivo Alavés       | 1:2             | CD Baskonia               | 0:1      | 1:1       |
| CD Santurtzi           | 0:1             | Cultural Durango          | 0:0      | 0:1       |
| FC Barakaldo           | 2:1             | SD Lemona                 | 0:0      | 2:1       |
| UD Fraga               | 1:2             | SD Huesca                 | 1:1      | 0:1       |
| CD Mallén              | 2:6             | CE Andorra                | 1:2      | 1:4       |
| CD Caspe               | 2:4             | CD Binéfar                | 2:1      | 0:3       |
| CD Blanes              | 1:2             | UE Sant Andreu            | 0:1      | 1:1       |
| CFJ Mollerussa         | 1:2             | FC Andorra                | 0:0      | 1:2       |
| FC Villarreal          | 3:4             | Torrevieja CF             | 1:1      | 2:3       |
| UD Alzira              | 2:2 (?:? i. E.) | Torrent CF                | 2:1      | 0:1       |
| CF Fuenlabrada         | 2:3             | RSD Alcalá                | 2:0      | 0:3       |
| CD Carabanchel         | 4:3             | CD Pegaso                 | 3:1      | 1:2       |
| CD Leganés             | 0:1             | FC Getafe                 | 0:0      | 0:1       |
| AD Roldán              | 0:3             | FC Cartagena              | 0:3      | 0:0       |
| Águilas CF             | 3:3 (?:? i. E.) | Yeclano CF                | 2:1      | 1:2       |
| SD Gimnástica Arandina | 02:11           | SD Ponferradina           | 2:3      | 0:8       |
| Cultural Leonesa       | 1:2             | Real Ávila                | 0:2      | 1:0       |
| Polideportivo Ejido    | 1:5             | CD Los Boliches           | 1:0      | 0:5       |
| CA Marbella            | 3:1             | UD Melilla                | 3:0      | 0:1       |
| CD Estepona            | 2:1             | CD Fuengirola             | 0:0      | 2:1       |
| CD San Roque           | 2:1             | Recreativo Huelva         | 2:0      | 0:1       |
| Atlético Sanluqueño    | 1:4             | FC Córdoba                | 0:1      | 1:3       |
| Real Linense           | 2:6             | AD Ceuta                  | 1:4      | 1:2       |
| CD Guadalajara         | 2:4             | CD Valdepeñas             | 1:1      | 1:3       |
| Montilla CF            | 1:3             | CA Tomelloso              | 1:1      | 0:2       |
| SD Ibiza               | 2:5             | Sporting Mahonés          | 2:1      | 0:4       |
| UD Vecindario          | 1:7             | CD Maspalomas             | 1:0      | 0:7       |
| CD Puerto Cruz         | 0:3             | UD Orotava                | 0:0      | 0:3       |
| CD San Adrián          | 1:3             | CD Mirandés               | 0:1      | 1:2       |
| CD Alfaro              | 2:2 (?:? i. E.) | CD Izarra                 | 1:0      | 1:2       |
| CP Cacereño            | 2:6             | CP Mérida                 | 0:2      | 2:4       |
| CD Badajoz             | 3:2             | FC Extremadura            | 2:0      | 1:2       |
| FC Girona              | 0:1             | AEC Manlleu               | 0:1      | 0:0       |
| CD Burriana            | 2:3             | CD Benidorm               | 1:0      | 1:3       |

- CD Manacor, CD Marino, CD Numancia und FC Pontevedra erhielten ein Freilos.

## Dritte Hauptrunde
Die Hinspiele wurden am 8. November, die Rückspiele am 20. und 21. November 1990 ausgetragen.
|                           | Gesamt          |                       | Hinspiel | Rückspiel |
| ------------------------- | --------------- | --------------------- | -------- | --------- |
| Águilas CF                | 4:4 (?:? i. E.) | Albacete Balompié     | 3:3      | 1:1       |
| RSD Alcalá                | 1:0             | Sestao SC             | 0:0      | 1:0       |
| CD Carballiño             | 0:1             | FC Elche              | 0:1      | 0:0       |
| Real Avilés Industrial    | 3:3 (?:? i. E.) | Real Ávila            | 1:1      | 2:2       |
| CD Atlético Baleares      | 3:2             | CD Mirandés           | 1:1      | 2:1       |
| FC Barakaldo              | 0:7             | Real Oviedo           | 0:4      | 0:3       |
| CD Baskonia               | 0:3             | CD Teneriffa          | 0:1      | 0:2       |
| CD Binéfar                | 0:5             | Betis Sevilla         | 0:1      | 0:4       |
| CD Los Boliches           | 0:3             | FC Cádiz              | 0:1      | 0:2       |
| CD Carabanchel            | 04:11           | CD Badajoz            | 3:3      | 1:8       |
| FC Cartagena              | 2:4             | Real Valladolid       | 0:2      | 2:2       |
| AD Ceuta                  | 3:4             | Real Burgos           | 2:1      | 1:3       |
| SD Compostela             | 1:4             | CD Málaga             | 1:1      | 0:3       |
| FC Córdoba                | 2:3             | Real Murcia           | 2:0      | 0:3       |
| Cultural Durango          | 4:2             | SD Eibar              | 2:2      | 2:0       |
| Deportivo La Coruña       | 4:1             | CD Estepona           | 4:0      | 0:1       |
| CE Andorra                | 0:3             | Orihuela Deportivo CF | 0:2      | 0:1       |
| CF Gandía                 | 3:8             | UD Las Palmas         | 3:0      | 0:8       |
| FC Getafe                 | 3:1             | UE Lleida             | 2:0      | 1:1       |
| Gimnástica de Torrelavega | 1:6             | RCD Mallorca          | 1:0      | 0:6       |
| Club Hispano              | 0:1             | CD San Roque          | 0:1      | 0:0       |
| SD Huesca                 | 2:0             | Deportivo Xerez       | 0:0      | 2:0       |
| CD Izarra                 | 2:5             | FC Andorra            | 1:3      | 1:2       |
| CD Lalín                  | 1:2             | Celta Vigo            | 1:0      | 0:2       |
| CD Manacor                | 1:4             | CD Logroñés           | 1:1      | 0:3       |
| AEC Manlleu               | 1:3             | UD Salamanca          | 1:1      | 0:2       |
| CA Marbella               | 0:1             | Athletic Bilbao       | 0:0      | 0:1       |
| CD Marino                 | 1:2             | CD Benidorm           | 1:0      | 0:2       |
| CD Maspalomas             | 0:8             | Real Saragossa        | 0:4      | 0:4       |
| CP Mérida                 | 4:6             | CE Sabadell           | 1:1      | 3:5       |
| CD Numancia               | 1:4             | CD Castellón          | 1:3      | 0:1       |
| UD Orotava                | 1:6             | Rayo Vallecano        | 0:1      | 1:5       |
| SD Ponferradina           | 1:0             | UE Figueres           | 0:0      | 1:0       |
| FC Pontevedra             | 4:6             | Sporting Gijón        | 3:3      | 1:3       |
| Racing Santander          | 3:0             | Torrent CF            | 0:0      | 3:0       |
| UE Sant Andreu            | 2:1             | UD Levante            | 2:0      | 0:1       |
| Club Siero                | 02:16           | CA Osasuna            | 1:8      | 1:8       |
| CA Tomelloso              | 1:1 (3:4 i. E.) | Sporting Mahonés      | 1:1      | 0:0       |
| Torrevieja CF             | 2:6             | Espanyol Barcelona    | 2:3      | 0:3       |
| CD Valdepeñas             | 3:4             | FC Palamós            | 3:1      | 0:3       |

## Vierte Hauptrunde
Die Hinspiele wurden zwischen dem 6. und 20. Dezember 1990, die Rückspiele zwischen dem 19. Dezember 1990 und 3. Januar 1991 ausgetragen.
|                      | Gesamt          |                       | Hinspiel | Rückspiel |
| -------------------- | --------------- | --------------------- | -------- | --------- |
| Águilas CF           | 2:3             | Rayo Vallecano        | 0:1      | 2:2       |
| RSD Alcalá           | 2:3             | FC Palamós            | 2:0      | 0:3       |
| FC Andorra           | 0:6             | CD Málaga             | 0:1      | 0:5       |
| Real Ávila           | 1:2             | Real Oviedo           | 1:2      | 0:0       |
| CD Badajoz           | 2:4             | Betis Sevilla         | 1:0      | 1:4       |
| CD Atlético Baleares | 0:1             | Deportivo La Coruña   | 0:0      | 0:1       |
| CD Benidorm          | 1:8             | Real Valladolid       | 1:1      | 0:7       |
| CD Castellón         | 1:3             | Espanyol Barcelona    | 1:1      | 0:2       |
| Cultural Durango     | 1:3             | Sporting Gijón        | 1:2      | 0:1       |
| FC Getafe            | 3:4             | UD Las Palmas         | 1:2      | 2:2       |
| SD Huesca            | 1:1 (4:5 i. E.) | FC Cádiz              | 0:0      | 1:1       |
| Real Murcia          | 5:2             | Real Burgos           | 3:2      | 2:0       |
| SD Ponferradina      | 3:4             | Real Saragossa        | 1:2      | 2:2       |
| Racing Santander     | 1:5             | Athletic Bilbao       | 1:3      | 0:2       |
| CE Sabadell          | 1:7             | RCD Mallorca          | 0:3      | 1:4       |
| UD Salamanca         | 2:3             | Celta Vigo            | 2:2      | 0:1       |
| CD San Roque         | 0:2             | Orihuela Deportivo CF | 0:1      | 0:1       |
| UE Sant Andreu       | 2:3             | CD Logroñés           | 2:2      | 0:1       |
| Sporting Mahonés     | 2:4             | FC Elche              | 1:2      | 1:2       |
| CD Teneriffa         | 4:2             | CA Osasuna            | 3:0      | 1:2       |

## Fünfte Hauptrunde
Die Hinspiele wurden am 9. Januar, die Rückspiele am 23. Januar 1991 ausgetragen.
|                       | Gesamt |                    | Hinspiel | Rückspiel |
| --------------------- | ------ | ------------------ | -------- | --------- |
| FC Cádiz              | 3:1    | Athletic Bilbao    | 1:0      | 2:1       |
| Deportivo La Coruña   | 3:2    | CD Málaga          | 3:2      | 0:0       |
| FC Elche              | 2:1    | FC Palamós         | 2:1      | 0:0       |
| UD Las Palmas         | 4:1    | Celta Vigo         | 2:0      | 2:1       |
| Real Murcia           | 1:3    | CD Logroñés        | 1:0      | 0:3       |
| Orihuela Deportivo CF | 2:3    | Espanyol Barcelona | 0:0      | 2:3       |
| Real Oviedo           | 1:3    | RCD Mallorca       | 1:1      | 0:2       |
| Rayo Vallecano        | 0:2    | Betis Sevilla      | 0:0      | 0:2       |
| Real Valladolid       | 2:0    | CD Teneriffa       | 1:0      | 1:0       |
| Real Saragossa        | 1:2    | Sporting Gijón     | 1:1      | 0:1       |

## Achtelfinale
Die Hinspiele wurden am 6. Februar, die Rückspiele am 27. Februar 1991 ausgetragen.
|                     | Gesamt |                 | Hinspiel | Rückspiel |
| ------------------- | ------ | --------------- | -------- | --------- |
| Deportivo La Coruña | 2:7    | FC Valencia     | 2:3      | 0:4       |
| FC Elche            | 3:4    | RCD Mallorca    | 2:1      | 1:3       |
| Espanyol Barcelona  | 2:3    | Real Valladolid | 2:1      | 0:2       |
| UD Las Palmas       | 1:6    | FC Barcelona    | 1:0      | 0:6       |
| CD Logroñés         | 2:0    | Betis Sevilla   | 0:0      | 2:0       |
| Real Madrid         | 1:2    | Atlético Madrid | 1:1      | 0:1       |
| Real Sociedad       | 1:2    | Sporting Gijón  | 1:1      | 0:1       |
| FC Sevilla          | 6:0    | FC Cádiz        | 3:0      | 3:0       |

## Viertelfinale
Die Hinspiele wurden am 12. und 13. Juni, die Rückspiele am 15. und 16. Juni 1991 ausgetragen.
|                 | Gesamt |                 | Hinspiel | Rückspiel |
| --------------- | ------ | --------------- | -------- | --------- |
| CD Logroñés     | 2:3    | Sporting Gijón  | 2:0      | 0:3       |
| FC Sevilla      | 0:7    | FC Barcelona    | 0:4      | 0:3       |
| FC Valencia     | 2:3    | RCD Mallorca    | 1:0      | 1:3       |
| Real Valladolid | 1:2    | Atlético Madrid | 0:2      | 1:0       |

## Halbfinale
Die Hinspiele wurden am 19. und 20. Juni, die Rückspiele am 23. Juni 1991 ausgetragen.
|                | Gesamt |                 | Hinspiel | Rückspiel |
| -------------- | ------ | --------------- | -------- | --------- |
| FC Barcelona   | 3:4    | Atlético Madrid | 0:2      | 3:2       |
| Sporting Gijón | 0:2    | RCD Mallorca    | 0:1      | 0:1       |

## Finale
| Atlético Madrid                                     | Atlético Madrid | RCD Mallorca | RCD Mallorca |
| --------------------------------------------------- | --- | --- | ------------ |
| Atlético Madrid                                     | \| 29. Juni 1991 in Madrid (Estadio Santiago Bernabéu) \| \| Ergebnis: 1:0 n. V. \| \| Zuschauer: 60.000 \| \| Schiedsrichter: Joaquín Ramos Marcos \|                                                                              | \| 29. Juni 1991 in Madrid (Estadio Santiago Bernabéu) \| \| Ergebnis: 1:0 n. V. \| \| Zuschauer: 60.000 \| \| Schiedsrichter: Joaquín Ramos Marcos \| | RCD Mallorca |
| Atlético Madrid                                     | Ángel Mejías – Tomás Reñones, Juanito, Patxi Ferreira, Roberto Solozábal, Toni – Juan Vizcaíno, Bernd Schuster, Antonio Orejuela (61. Alfredo Santaelena) – Manolo, Paulo Futre (87. Juan Sabas) Cheftrainer: Iselín Santos Ovejero | Badou Zaki – Ángel Pedraza, Esteban Fradera, Pedro del Campo, José Pérez Serer – Pascual Parra, Miguel Ángel Nadal, Marcos de la Fuente (52. Álvaro Cervera), Paco Soler – Armando Lucas, Hassan Nader (80. Claudio Barragán) Cheftrainer: Llorenç Serra Ferrer | RCD Mallorca |
| Atlético Madrid                                     | 1:0 Alfredo Santaelena (111.) | | RCD Mallorca |
| Atlético Madrid                                     | Roberto Solozábal (75.), Juanito (101.), Ángel Mejías (102.) | Miguel Ángel Nadal (18.), Ángel Pedraza (67.), Hassan Nader (69.) | RCD Mallorca |
| 29. Juni 1991 in Madrid (Estadio Santiago Bernabéu) | | |              |
| Ergebnis: 1:0 n. V.                                 | | |              |
| Zuschauer: 60.000                                   | | |              |
| Schiedsrichter: Joaquín Ramos Marcos                | | |              |